# Giancarlo Ferretti
Giancarlo Ferretti (Lugo, 9 agosto 1941) è un dirigente sportivo ed ex ciclista su strada italiano.
Professionista dal 1963 al 1970, è stato successivamente direttore sportivo di alcune tra le principali squadre italiane.

## Carriera
La sua carriera nel ciclismo iniziò come corridore professionista: fu per tanti anni il fidato gregario di Felice Gimondi tra gli anni sessanta e settanta senza mai, però, riuscire ad aggiudicarsi una gara.
In seguito passò a dirigere le squadre dall'ammiraglia, a capo di Bianchi-Piaggio, Ariostea, GB/MG Maglificio, Riso Scotti e, fino al 2005, Fassa Bortolo. Tra i suoi atleti vantava lo specialista delle classiche Michele Bartoli, i velocisti Alessandro Petacchi e Juan Antonio Flecha, Ivan Basso, il cronoman Fabian Cancellara, Filippo Pozzato e Dario Frigo.
Soprannominato il "sergente di ferro" per via della sua forte personalità, venne spesso criticato dagli atleti per essere troppo esigente e autoritario. Fu criticato anche per aver definito "canaglia" Dario Frigo, suo ciclista alla Fassa coinvolto in un affare di doping. Ferretti va precisato, non è mai stato condannato per doping e neanche per essere a conoscenza delle pratiche dopanti dei suoi atleti.

## Piazzamenti

### Grandi Giri
- Giro d'Italia

1963: 20º
1964: ritirato
1965: 18º
1966: 26º
1967: 36º
1968: 43º
1969: 50º
- Tour de France

1967: 68º
1969: 43º
- Vuelta a España

1968: 30º

### Classiche monumento
- Milano-Sanremo

1963: 71º
1964: 91º
1966: 72º
1967: 113º
1970: 78º
- Giro di Lombardia

1964: 14º
1966: 20º

### Competizioni mondiali
- Salò 1962 - In linea Dilettanti: 24º